# Regione di Agadez
La regione di Agadez (ufficialmente Région de Agadez, in francese) è una delle 8 regioni del Niger. Prende il nome dal suo capoluogo Agadez.

## Dipartimenti
La regione di Agadez è divisa in 3 dipartimenti:
- Arlit
- Bilma
- Tchirozerine